# 印度本土宗教
印度宗教占世界人口比例

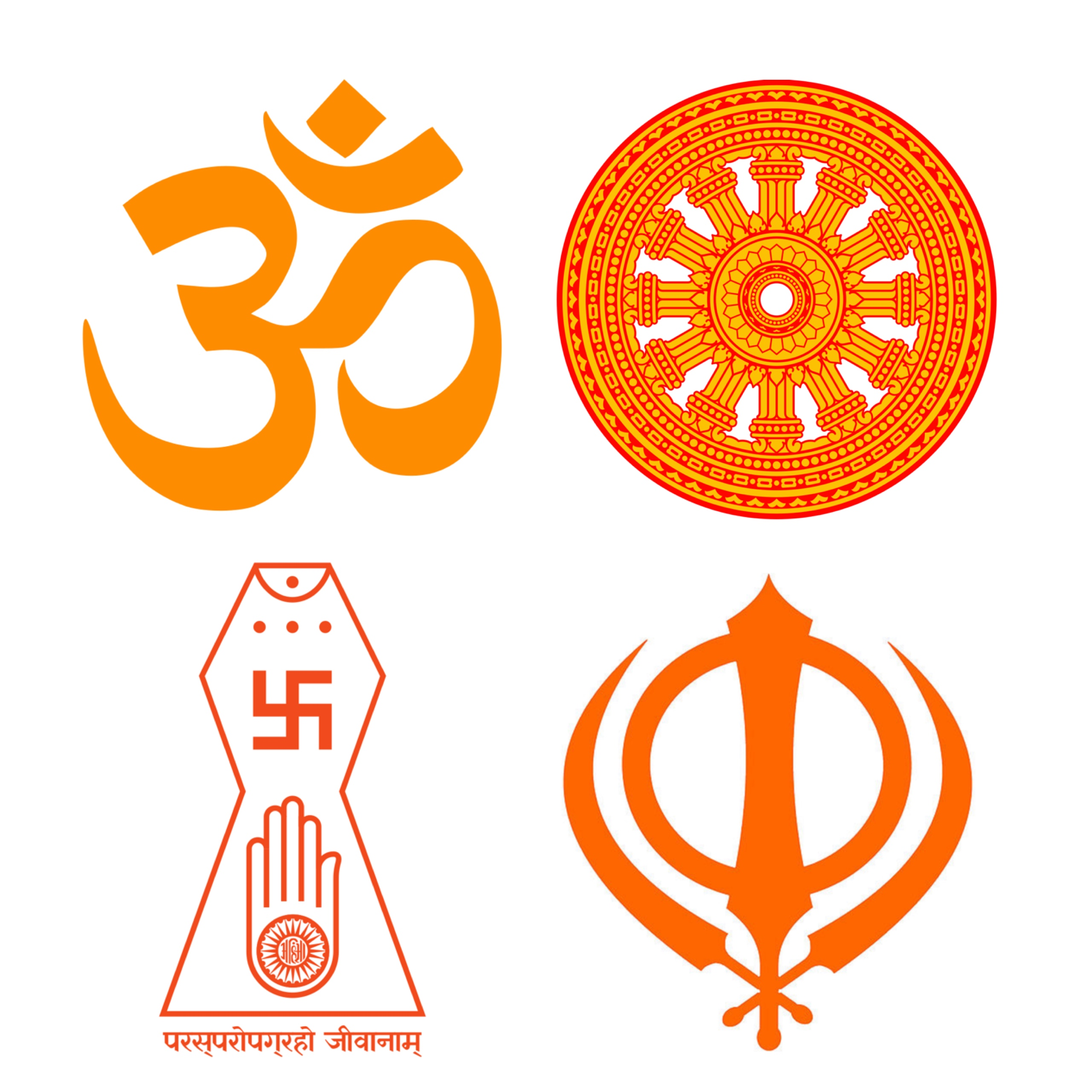
主要印度宗教象徵

印度本土宗教，有時亦稱达摩宗教（Dharmic religions）或印度次大陸宗教，指源於印度次大陸的宗教體系。主要包括佛教、印度教、耆那教與錫克教等，這些宗教也被歸類為東方宗教。雖統稱「印度宗教」，但其實踐群體遍佈全球，不限於印度次大陸。
| 宗教     | 信徒人數 |
| -------- | -------- |
| 印度教徒 | 12.5億   |
| 佛教徒   | 5.2億    |
| 錫克教徒 | 3000萬   |
| 耆那教徒 | 600萬    |
| 其他     | 400萬    |
| 總計     | 18.1億   |

關於印度次大陸史前宗教的證據來自零散的中石器時代岩畫。印度河流域文明（公元前3300-1300年，鼎盛期為公元前2600-1900年）的哈拉帕人已形成早於吠陀宗教的都市文化。
印度宗教的文獻記載始於吠陀宗教——早期印度-雅利安人的宗教實踐，後被編纂成《吠陀》及達羅毗荼人起源的《阿含經》。這些文本的編纂、修訂與註釋時期稱為吠陀時期（約公元前1750-500年）。吠陀哲學部分被精煉成《奧義書》，常被稱為「吠檀多」，意為「吠陀的最終章節」或「吠陀的終極目的」。早期奧義書均完成於公元之前，其中五部核心奧義書很可能在公元前6世紀前成書，並首次提及瑜伽與解脫概念。
公元前800-200年的沙門時期標誌著「吠陀印度教與往世書印度教的轉折點」。沙門運動——與吠陀傳統並行的古印度宗教運動，常質疑吠陀與奧義書關於阿特曼（靈魂）與梵（終極實相）的概念。公元前6世紀，沙門思潮發展出耆那教與佛教，並促成印度宗教分裂為六派正統（承認吠陀權威）與非正統派別（如佛教、耆那教等）。但兩派共享輪迴、業與解脫等核心概念。
往世書時期（公元前200-公元500年）與中世紀早期（500-1100年）催生了印度教新形態，特別是巴克提、濕婆派、性力派、毗濕奴派、師摩多派與保守的天啟傳統。
伊斯蘭早期（1100-1500年）也產生新運動。錫克教由那納克及其後九位上師於15世紀在北印度創立。其信徒多源自旁遮普地區。英國殖民時期，印度教經歷重新詮釋與整合，推動了印度獨立運動。

## 外部連結
統計資料
- . Government of India (Office of the Registrar General).   [2007-05-28]. （原始内容存档于2007-05-14）.

憲法與法律
- . Government of India (Ministry of Law and Justice).   [2007-05-28]. （原始内容存档于2015-02-23）.

報告
- {{cite web |title=International Religious Freedom Report 2006: India |publisher=United States Department of State |url=https://2001-2009.state.gov/g/d

1. 1 2  Adams, C. J., "Classification of religions: Geographical" (的存檔，存档日期2015-07-07.), 大英百科全書, 2007. Retrieved 15 July 2010.
2. ↑  Adherents.com. .   [2007-02-09]. 原始内容存档于2011-12-29.